# Leudon-en-Brie
Leudon-en-Brie település Franciaországban, Seine-et-Marne megyében. Lakosainak száma 167 fő (2022. január 1.). Leudon-en-Brie Saint-Mars-Vieux-Maisons, Beton-Bazoches, Chartronges, Chevru, Choisy-en-Brie és Courtacon községekkel határos.

## Népesség
A település népességének változása:
| Lakosok száma | 167  | 164  | 170  | 164  | 163  | 162  | 163  | 165  | 167  |
|               | 2013 | 2015 | 2016 | 2017 | 2018 | 2019 | 2020 | 2021 | 2022 |